# 1902 في الولايات المتحدة
فيما يلي قوائم الأحداث التي وقعت خلال عام 1902 في الولايات المتحدة.

## سياسة

### تعيين في المنصب
- 1 يناير – كلايد رورك هوي عضو مجلس ولاية كارولاينا الشمالية.
- 1 فبراير – ليزلي مورتيمر شو وزير الخزانة الأمريكي.

### انتهاء فترة المنصب
- 1 يناير – كلايد رورك هوي عضو مجلس نواب كارولينا الشمالية.
- 16 يناير – ليزلي مورتيمر شو حاكم أيوا [الإنجليزية]‏.
- 30 أبريل – جون ديفيس طويل الأمين العام.

## ظهور
- 1 يناير – بوبيلار ميكانكس

## كتب
من الكتب التي صدرت هذه السنة في الولايات المتحدة:
- 1 يناير – أجنحة الحمامة من تأليف هنري جيمس.
- 1 يناير – أصناف الخبرة الدينية من تأليف ويليام جيمس.

## مواليد

### يناير
- 1 يناير – تشارلز أندرسون
- 8 يناير – كارل روجرز عالم نفس أمريكي.
- 19 يناير – جين ميلفورد مونتير من الولايات المتحدة الأمريكية.
- 20 يناير – ليون أميز
- 31 يناير – تالولاه بانكهيد ممثلة أمريكية.

### فبراير
- 1 فبراير – لانغستون هيوز
- 4 فبراير – تشارلز لندبرغ
- 12 فبراير – ويليام كولير جونيور ممثل أمريكي.
- 13 فبراير – هارولد لاسويل
- 14 فبراير – راي كراش كوريغان ممثل أمريكي.
- 16 فبراير – جورج ديكر
- 18 فبراير – فرانك فوغن لاعب كرة قدم أمريكي.
- 20 فبراير – أنسل آدمز
- 20 فبراير – كاثرين واي فيزيائية أمريكية.
- 27 فبراير – إثيلدا بليبتري سبّاحة من الولايات المتحدة الأمريكية.
- 27 فبراير – جون ستاينبيك كاتب أمريكي.

### مارس
- 2 مارس – إدوارد كوندون
- 3 مارس – ديف شيد ملاكم من الولايات المتحدة الأمريكية.
- 18 مارس – ديانا ميلر
- 24 مارس – توماس ادموند ديوي سياسي أمريكي.
- 30 مارس – فيكتور عمانوئيل أندرسون سياسي أمريكي.

### أبريل
- 2 أبريل – فيرجينيا فوكس ممثلة من الولايات المتحدة الأمريكية.
- 30 أبريل – ثيودر شولتز عالم اقتصاد أمريكي.

### مايو
- 4 مايو – كارل إيكارت فيزيائي أمريكي.
- 10 مايو – ديفيد أوه سيلزنيك
- 11 مايو – ديك كورتيس ممثل من الولايات المتحدة الأمريكية.
- 18 مايو – ميرديث ويلسون ملحن أمريكي.
- 21 مايو – هربرت كوبلاند
- 30 مايو – ستيبين فيتشيت

### يونيو
- 16 يونيو – باربرا مكلنتوك عالمة وراثة من الولايات المتحدة الأمريكية.
- 16 يونيو – جورج جايلورد سيمبسون
- 26 يونيو – بيل لير
- 28 يونيو – ريتشار رودجر ملحن أمريكي.

### يوليو
- 2 يوليو – آنا ماكيون هاربر لاعبة كرة مضرب من الولايات المتحدة.
- 4 يوليو – جورج مورفي سياسي أمريكي.
- 5 يوليو – هنري كابوت لودج الابن سياسي أمريكي.
- 16 يوليو – جون وودروو بونر قاضي أمريكي.
- 21 يوليو – جونستون موراي سياسي أمريكي.
- 22 يوليو – فرانسيس بيتر فيزيائي أمريكي.

### أغسطس
- 5 أغسطس – أولا بيريرا رايس رسامة من الولايات المتحدة الأمريكية.
- 15 أغسطس – تشارلي فيل روزنبرغ ملاكم من الولايات المتحدة الأمريكية.
- 16 أغسطس – إيلاي سيغيل شاعر من الولايات المتحدة الأمريكية.
- 24 أغسطس – أنطونيو دي لا فونت ملاكم من الولايات المتحدة الأمريكية.

### سبتمبر
- 5 سبتمبر – داريل فرانسيس زانوك
- 7 سبتمبر – روي باركروفت ممثل أمريكي.

### أكتوبر
- 5 أكتوبر – راي كروك
- 6 أكتوبر – إليس يرنال بيري سياسي أمريكي.
- 10 أكتوبر – وليام فورست
- 17 أكتوبر – ايرين ريان
- 26 أكتوبر – جاك شاركي ملاكم من الولايات المتحدة الأمريكية.
- 31 أكتوبر – إدوارد فرانز

### نوفمبر
- 12 نوفمبر – باتريشيا أفيري ممثلة من الولايات المتحدة الأمريكية.
- 18 نوفمبر – فرانكلين أدريون
- 19 نوفمبر – تريفور بارديت ممثل أمريكي.
- 19 نوفمبر – ريتشارد ألكسندر ممثل من الولايات المتحدة الأمريكية.
- 29 نوفمبر – تومي لوغران ملاكم من الولايات المتحدة الأمريكية.

### ديسمبر
- 1 ديسمبر – هارولد غودوين
- 5 ديسمبر – ستروم ثورموند سياسي أمريكي.
- 13 ديسمبر – تالكوت بارسونز عالم اجتماع أمريكي.
- 26 ديسمبر – ألبرتو مورين ممثل من الولايات المتحدة الأمريكية.
- 28 ديسمبر – مورتيمر أدلر

## وفيات

### فبراير
- 26 فبراير – جورج واشنطن أندرسن (مواليد 1832) سياسي أمريكي.

### مايو
- 5 مايو – بريت هارت (مواليد 1836) مؤلف وشاعر أمريكي.
- 16 مايو – ألبرت جي ريدل (مواليد 1816) سياسي أمريكي.
- 26 مايو – ألمون براون ستراوغر (مواليد 1839) مخترع من الولايات المتحدة الأمريكية.

### يونيو
- 8 يونيو – تشارلز إنغلز (مواليد 1836)

### يوليو
- 9 يوليو – ويليام مارفن (مواليد 1808) سياسي أمريكي.

### أغسطس
- 12 أغسطس – لورين آلانسون كوك (مواليد 1831) سياسي أمريكي.

### سبتمبر
- 23 سبتمبر – جون ويسلي باول (مواليد 1834)

### أكتوبر
- 2 أكتوبر – فرانك جونز (مواليد 1832) سياسي من الولايات المتحدة الأمريكية.
- 22 أكتوبر – آني جونز (مواليد 1865) لاعب سيرك من الولايات المتحدة الأمريكية.
- 25 أكتوبر – فرانك نوريس (مواليد 1870) كاتب أمريكي.
- 26 أكتوبر – إليزابيث كادي ستانتون (مواليد 1815)

### نوفمبر
- 22 نوفمبر – ولتر ريد (مواليد 1851) عالم حشرات أمريكي.

### ديسمبر
- 1 ديسمبر – مارييتا ستو (مواليد 1830) سياسية أمريكية.
- 14 ديسمبر – جوليا غرانت (مواليد 1826) سياسية من الولايات المتحدة الأمريكية.